# كرة القدم في جرينلاند
كرة القدم في جرينلاند تعتبر كرة القدم في جرينلاند اللعبة الأكثر انتشارا في جرينلاند كما انه يوجد منتخب جرينلاند لكرة القدم لكن لا يوجد ملاعب في جرينلاند معشبة بسبب قسوة المناخ القطبي البارد كما انه ليس عضو في الفيفا بل هو في الفيفي.

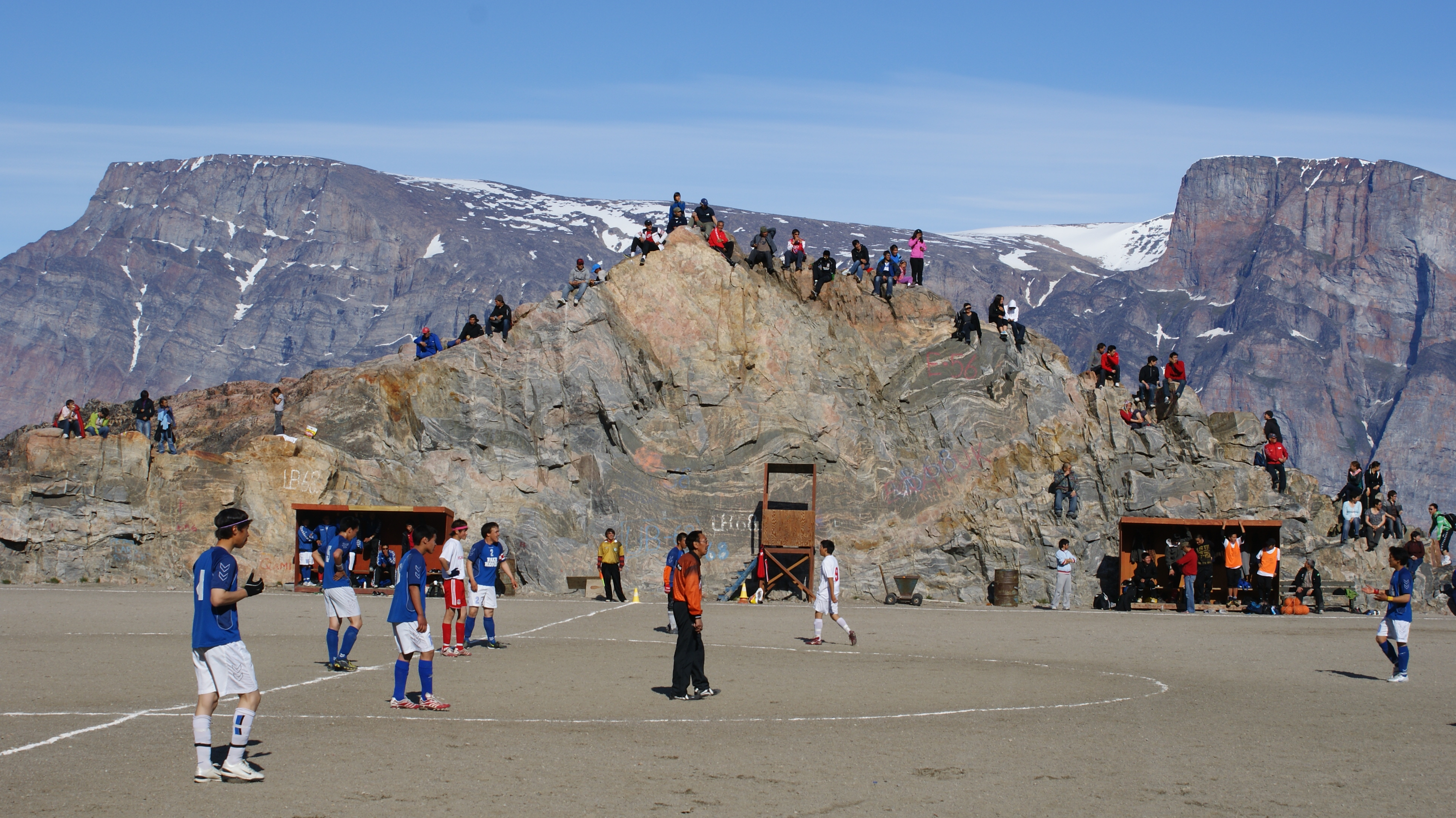
مباراة كرة قدم بين فريقين في جرينلاند

## سبب عدم العضوية
قال جوزيف بلاتر سببين فقط يمنع جرينلاند من الانتماء إلى الفيفا هو ملعب وطني لائق والاستقلال الكامل لدولة.